# Pyramid (песня)
«Pyramid» — первый сингл филиппинской поп-певицы Шарис с её дебютного альбома Charice, исполненный в дуэте с рэп-исполнителем Ийазом. Песня возглавила американский хит-парад танцевальной музыки 22 мая 2010 года.
Песня получила широкую ротацию в радиоэфире США Песня появилась в аддоне видеоигры The Sims 3 — The Sims 3: Ambitions.

## Информация о песне
Промовидео к песне появилось 2 марта 2010 года, в нём показаны кадры из студийной записи вокала Шарис и Ийаза. Официальный видеоклип был снят режиссёром Скоттом Спиром и появился 12 апреля 2010 года.
Первое живое выступление Шарис с песней «Pyramid» произошло 11 мая 2010 года на телешоу The Oprah Winfrey Show.

## Поисок композиций
Цифровое издание
| №  | Название                                     | Длительность |
| -- | -------------------------------------------- | ------------ |
| 1. | «Pyramid» (featuring Iyaz, альбомная версия) | 4:07         |

Ремиксы (цифровое издание)
| №  | Название                               | Длительность |
| -- | -------------------------------------- | ------------ |
| 1. | «Pyramid» (Barry Harris Club)          |              |
| 2. | «Pyramid» (Barry Harris Radio Edit)    |              |
| 3. | «Pyramid» (Jonathan Peters Club)       |              |
| 4. | «Pyramid» (Jonathan Peters Radio Edit) |              |
| 5. | «Pyramid» (Dave Aude Club)             |              |
| 6. | «Pyramid» (Dave Aude Radio Edit)       |              |

Промосингл
| №   | Название                                     | Длительность |
| --- | -------------------------------------------- | ------------ |
| 1.  | «Pyramid» (радио версия)                     | 3:52         |
| 2.  | «Pyramid» (альбомная версия)                 | 3:58         |
| 3.  | «Pyramid» (Barry Harris Club Mix)            | 9:00         |
| 4.  | «Pyramid» (Barry Harris Dub)                 | 8:22         |
| 5.  | «Pyramid» (Barry Harris Club Edit)           | 6:20         |
| 6.  | «Pyramid» (Jonathan Peters Club Mix)         | 8:39         |
| 7.  | «Pyramid» (Jonathan Peters Instrumental Dub) | 9:14         |
| 8.  | «Pyramid» (Jonathan Peters Club Edit)        | 5:55         |
| 9.  | «Pyramid» (Dave Aude Club Mix)               | 7:03         |
| 10. | «Pyramid» (Dave Aude Dub)                    | 4:48         |
| 11. | «Pyramid» (Ruff Loaderz Club Mix)            | 5:56         |

## Позиции в чартах
| Чарт (2010)                         | Лучший результат |
| ----------------------------------- | ---------------- |
| Австралия (ARIA)                    | 45               |
| Canadian Hot Adult Contemporary     | 27               |
| European Hot 100                    | 58               |
| Канада (Billboard Canadian Hot 100) | 41               |
| Нидерланды (Single Top 100)         | 53               |
| Irish Singles Chart                 | 21               |
| Japan Hot 100                       | 4                |
| Gaon Chart                          | 8                |
| Великобритания (OCC UK Singles)     | 17               |
| UK R&B Chart                        | 5                |
| UK Download Chart                   | 19               |
| США (Billboard Hot 100)             | 56               |
| США (Billboard Dance Club Songs)    | 1                |

| Чарт (2010)              | Позиция |
| ------------------------ | ------- |
| RIAJ Digital Track Chart | 59      |
| Hot Dance Club Songs     | 17      |

| Страна         | Дата                 | Формат               | Лейбл           |
| -------------- | -------------------- | -------------------- | --------------- |
| США            | 23 февраля, 2010     | цифровая дистрибуция | Reprise Records |
| Канада         | 23 февраля, 2010     | цифровая дистрибуция | Reprise Records |
| Нидерланды     | 23 февраля, 2010     | цифровая дистрибуция | Reprise Records |
| Япония         | 23 февраля, 2010     | цифровая дистрибуция | Reprise Records |
| Австралия      | 23 февраля, 2010     | цифровая дистрибуция | Reprise Records |
| Великобритания | август-сентябрь 2010 | цифровая дистрибуция | Reprise Records |